# 島田市博物館
島田市博物館（しまだしはくぶつかん）は、静岡県島田市が運営する市立博物館。市の歴史・文化・芸術を紹介する本館のほか、民俗資料を展示する「民俗資料室」と「明治日本家屋」、版画家海野光弘を顕彰する「海野光弘版画記念館」からなる分館がある。

## 概要
島田市中心部から西に1.8キロメートルの、大井川河川敷近くに所在する。博物館は、旧東海道島田宿の大井川川越しの宿場を再現した国の史跡「島田宿大井川川越遺跡」の街道沿いにあり、史跡エリアを含めて「ヒストピア島田」と総称される。本館の北東約200メートルの街道沿いに分館がある。

## 本館

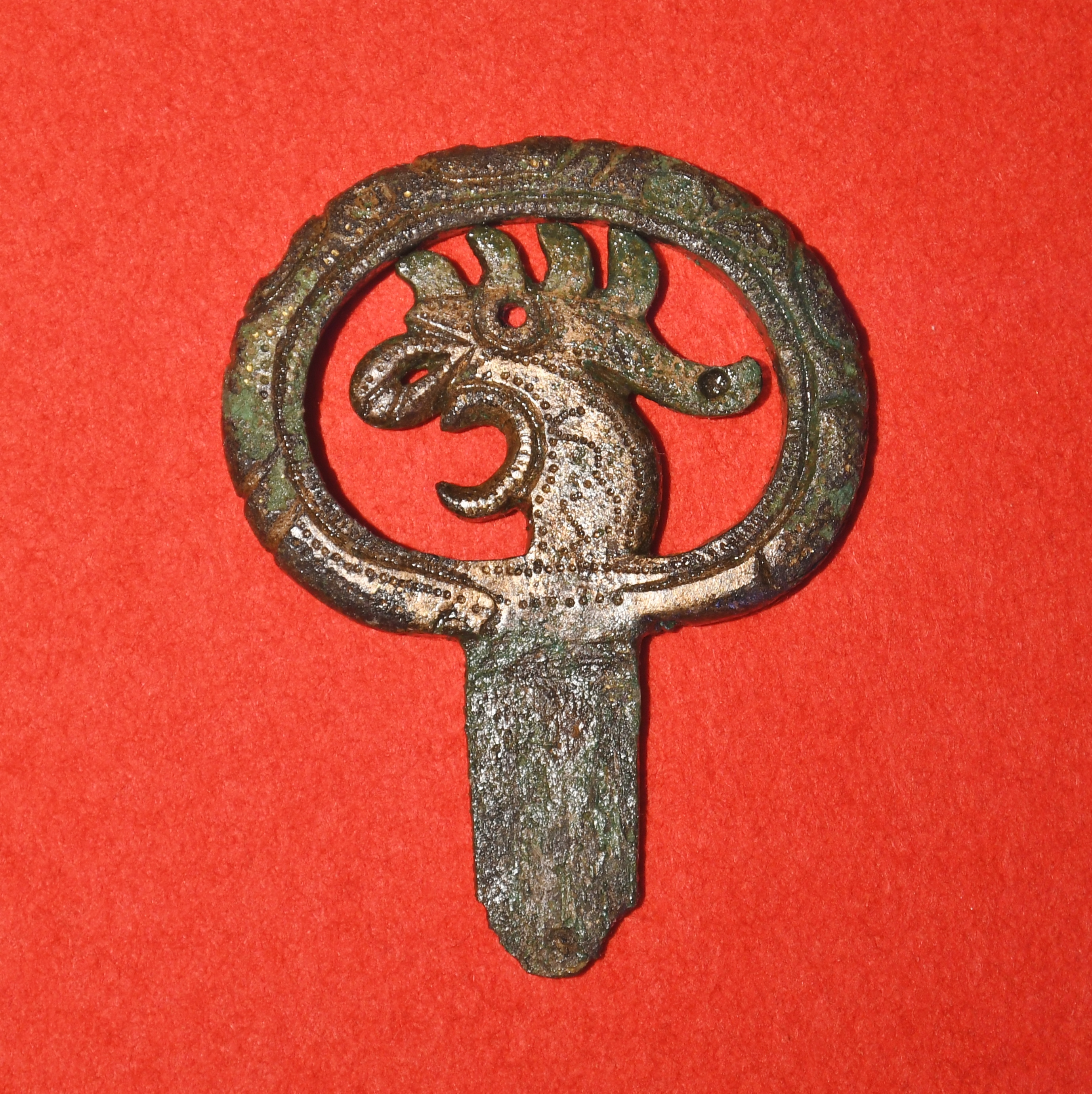
高根森8号墳出土 単鳳環頭大刀柄頭

日本家屋風の瓦屋根を持つ2階建て建造物。1階の常設展示室では江戸時代の資料を中心に島田宿や大井川の川越し、島田の刀鍛冶、島田大祭、島田髷、志戸呂焼などについて紹介し、市の歴史を学習できるようになっている。2階は定期的にあるテーマに基づいた企画展を開催する特別展示室となっている。歴史資料だけでなく、近・現代の絵画・陶芸・工芸品など美術コレクションも収蔵している。

## 分館

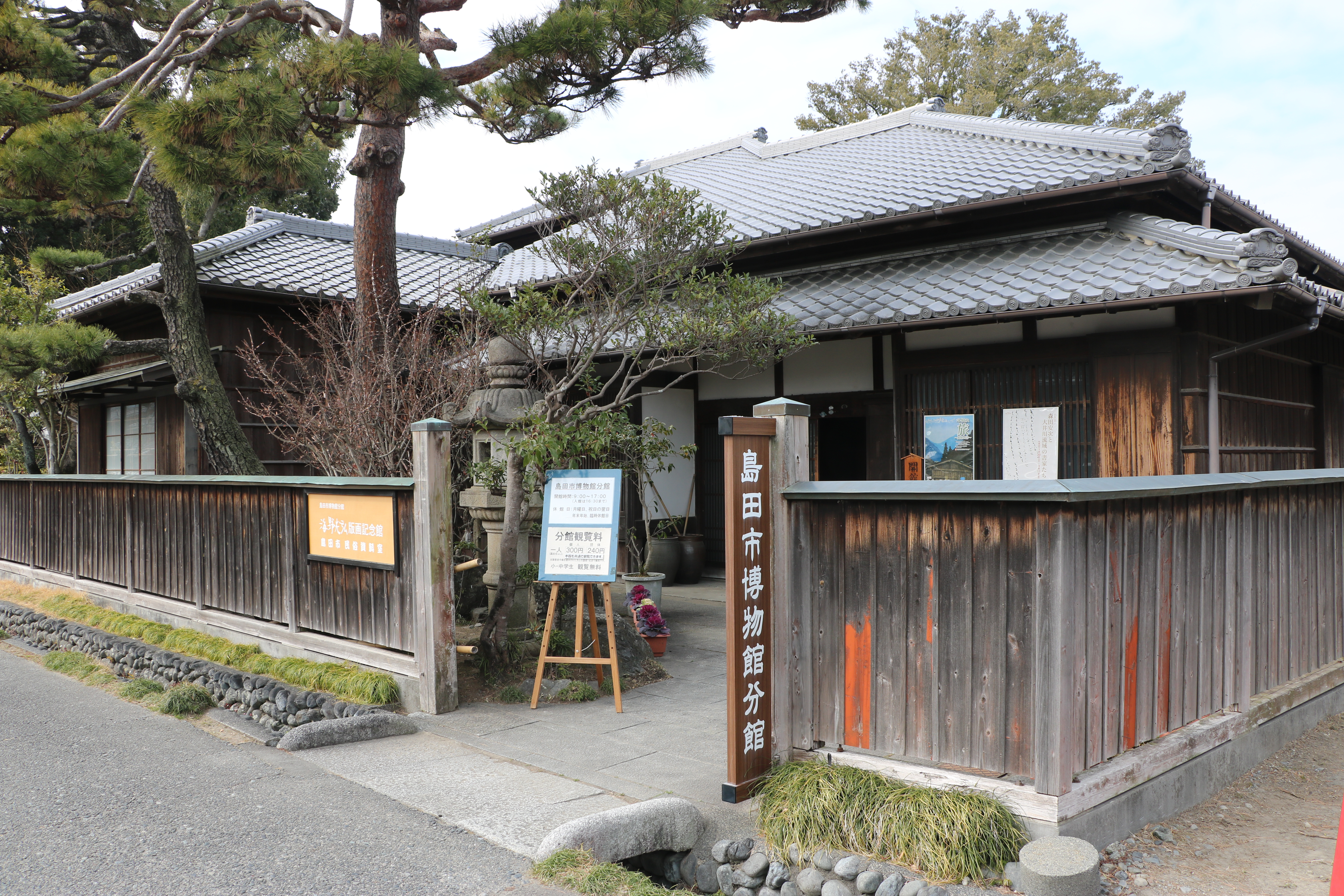
分館（明治日本家屋）

以下の3施設が併設されている。

### 民俗資料室
市民寄贈の民俗資料（生活用品、工具、農具など）を収蔵し、明治・大正・昭和期に関する展示を行っている。

### 明治日本家屋
1890年（明治23年）に建てられた古民家「旧桜井邸」を復元公開している。現代美術の展示室としても使われる。

### 海野光弘版画記念館
静岡市出身の版画家・海野光弘（1939年 - 1979年）を顕彰し、遺族から島田市に寄贈された作品を収蔵・展示する。現代の木版画家らの作品を展示する企画展も開催する。

## アクセス
- しずてつジャストライン金谷島田病院線「稲荷町」停留所から徒歩約5分。（JR東海道線島田駅からバス金谷駅前（／稲荷町）行で約6分。JR東海道線・大井川鐵道本線金谷駅から島田駅前行バスで約9分。）
- 大鉄アドバンス・しずてつジャストライン富士山静岡空港金谷線「島田市博物館」停留所から徒歩約4分。（JR東海道線島田駅から富士山静岡空港（／新金谷駅前）行バスで約5分。大井川鐵道本線新金谷駅から蓬莱橋行バスで約8分。JR東海道線・大井川鐵道本線金谷駅から蓬莱橋行バスで13分。富士山静岡空港から蓬莱橋行バスで26分。）

## 料金・営業情報
- 大人：300円（20人以上の団体240円）
- 中学生以下：無料
- 開館：9時～17時 (入館は16時30分まで)
- 休館：月曜日（祝日の場合は翌日）・年末年始・臨時休館日